# Stateless
Stateless – angielski zespół grający indie rocka z elementami muzyki elektronicznej i trip hopu, założony w 2004 w Leeds. 

## Skład
- Chris James - wokal, instrumenty klawiszowe, gitara
- Kidkanevil - turntablizm, samplowanie, programowanie
- Justin Percival - gitara basowa, wokal
- David Levin - perkusja
- Rod Buchanan Dunlop - FX, programowanie, instrumenty klawiszowe

## Dyskografia

### Albumy i EP
- The Bloodstream EP (25 lipca 2005, 10"/CD)
- Stateless (16 lipca 2007, CD, !K7 Records)
- Matilda (21 lutego 2011, CD/LP, Ninja Tune)

### Single
- "Down Here" (5 kwietnia 2004; 7")
- "Exit" (14 maja 2007; 7")
- "Prism #1" (30 lipca 2007; 12", CDs)
- "Bloodstream" (29 października 2007; 12", CDs)
- "Window 23/Great White Whale" (20 lipca 2008; 7")